# Hieracium cordigerum
Hieracium cordigerum là một loài thực vật có hoa trong họ Cúc. Loài này được (Norrl.) Dahlst. mô tả khoa học đầu tiên năm 1892.